# Гоґвортс
Гоґвортська школа чарів і чаклунства, скорочено Гоґвортс (англ. Hogwarts) — вигадана школа чарівництва із серії романів англійської письменниці Джоан Роулінг «Гаррі Поттер», яка розташована у Великій Британії. Гоґвортс є основним місцем дії всіх 7 книг про Гаррі Поттера.
Навчання в школі триває сім років. У кінці кожного навчального року учні складають іспити. Особливо важливими іспитами є СОВи та НОЧІ (у кінці п'ятого та сьомого років навчань відповідно).
Головою школи є директор.
Навчання в Гоґвортсі безкоштовне. Проте підручники, мантії та решту необхідних для навчання речей учні повинні придбати на свої кошти. Хто не має такої можливості, може користуватися речами, що придбані на кошти спеціального фонду допомоги бідним учням.

## Місцеперебування

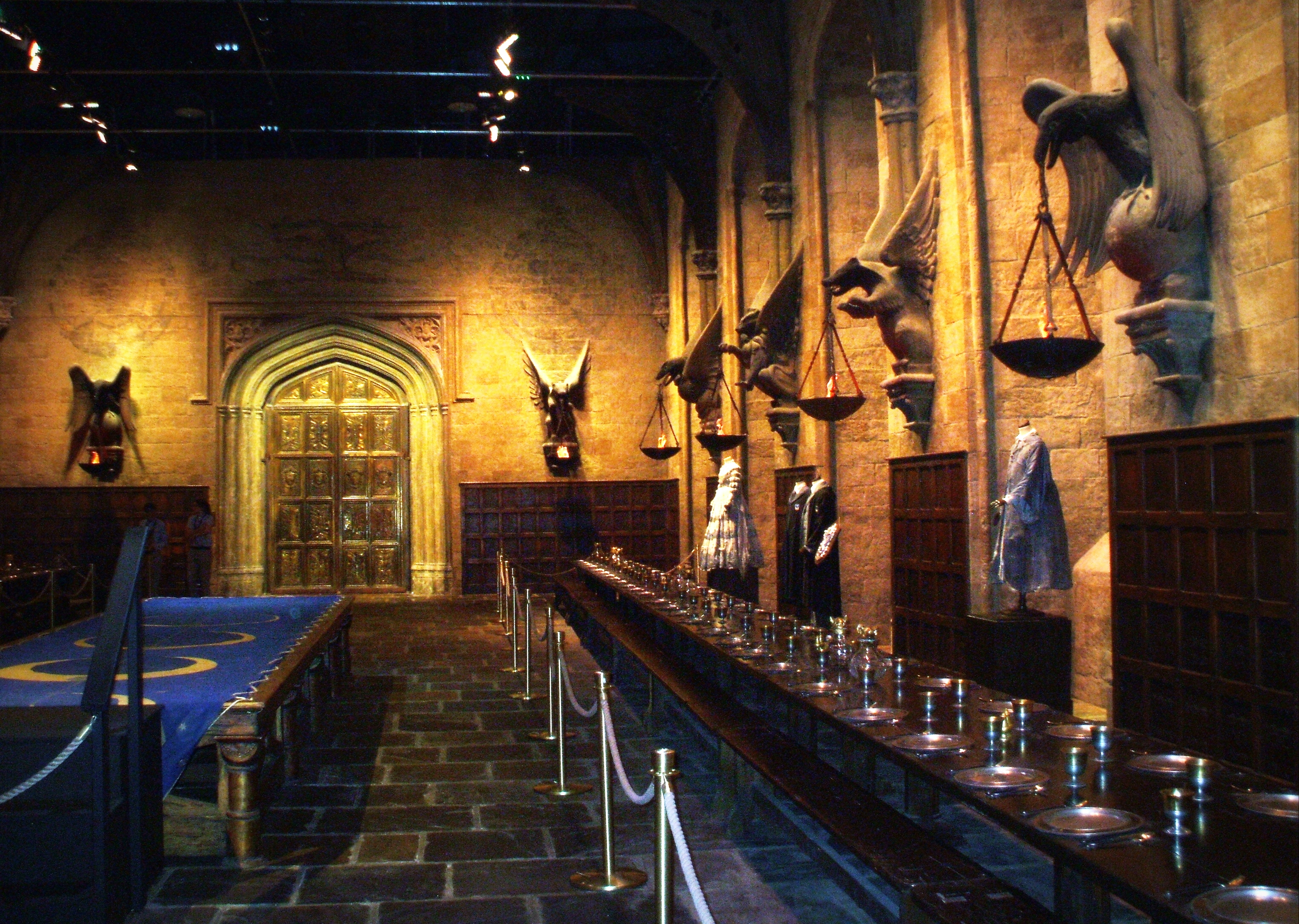
Велика Зала, Гоґвортс

Згідно з інтерв'ю авторки Дж. Ролінґ, Гоґвортс:
«…величезний, доволі страхітливий на вигляд замок, що руйнується, із хаотичною плутаниною башточок та зубчатих стін. Подібно до будинку Візлів, ця будівля не могла бути побудована маґлами, тому що вона підтримується чарами»
Також авторка повідомила, що школа чаклунів розташована в горах Шотландії. Сама місцевість навколо Гоґвортсу вказує на Шотландію, адже на території Гоґвортської Школи Чарів і Чаклунства розташовані гори, ліс і озеро, а така комбінація місцевості в Британії (а те, Гоґвартс на території Британії - це очевидно, адже Гаррі Поттер вирушає до Гоґвартса з Лондона на поїзді, тобто сухопутним маршрутом, тобто поїзд може рухатися лише на території острова Британія) є характерною тільки Шотландії.
Лозунг школи: «Draco dormiens nunquam titillandus», що з латини перекладається як «Ніколи не лоскочи сплячого дракона». Джоан Ролінґ пояснює його тим, що хотіла придумати школі не абстрактний, як це трапляється зазвичай, а практичний лозунг.
Особливу увагу в Гоґвортсі приділено безпеці. По-перше, будівля захована від очей маґлів. Якщо б комусь із немагічного населення трапилося підійти до воріт школи, то він не побачив би нічого окрім руїн старої будівлі та таблички «Не входити» («Keep out»).
Також Гоґвортс захищений від непроханих чаклунів. Зокрема, явлення на території школи заборонене. Вхід до школи захищений потужними закляттями.
На території школи, окрім замку, розташовані:
- хатинка ключника (Хаґріда)
- Заборонений ліс (куди заборонено ходити учням через те, що там мешкають небезпечні істоти)
- озеро (де мешкає величезний кальмар)
- оранжереї (використовуються для занять з гербалогії)
- соварня
- поле для гри у квібіч

Першокурснику легко заблукати в Гоґвортсі, проте навіть директор школи не знає всіх таємниць будівлі. Східці всередині Гоґвортсу постійно змінюють напрямок. Є таємні кімнати, а також удавані двері.

## Історія школи
Приблизно тисячу років тому — точна дата заснування школи невідома — школу Гоґвортс утворили чотири найсильніших чарівники того часу — Ґодрик Ґрифіндор, Гелґа Гафелпаф, Ровена Рейвенклов та Салазар Слизерин. Побудували школу вони якнайдалі від маґлів, оскільки в той час чаклуни зазнавали великих утисків.
Кілька років вони працювали разом: відшукували магічну молодь та запрошували її для навчання в Гоґвортсі. Але згодом між ними виникли непорозуміння: Слизерин уважав, що учнів треба приймати вибірково. Він доводив, що магічні знання не повинні виходити за межі чарівницьких родин. Салазар Слизерин уважав, що чарівникам із маґлівських родин не можна довіряти. І згодом він залишив школу.

## Гуртожитки Гоґвортсу

У школі існує чотири гуртожитки, кожен з яких має ім'я одного із засновників Гоґвортсу. Всі учні Гоґвортсу обов'язково розподіляються по гуртожитках. Кожен гуртожиток має власні символіку, традиції, керівника і територію, заборонену для учнів з інших гуртожитків.
Список гуртожитків
- Ґрифіндор
- Рейвенклов
- Гафелпаф
- Слизерин

## Шкільна пісня
Співається всіма, хто працює та навчається в школі. Албус Дамблдор використовував як підказку слів пісні золоту стрічку, що зображала слова. Співається на будь-яку мелодію (кожен вибирає на свій смак).
Слова:

Гоґвортс, Гоґвортс, гостоворсий Гоґвортс
просимо уклінно вишколити нас,
мудрих і тупеньких, лисих і глухеньких,
й шмаркачів, що йдуть у перший клас.
В наших головешках ще гуляє вітер,
і засохлі мухи у кутках лежать,
там на всі предмети місце віднайдете,
бо в порожній горщик легко все запхать.
Дай, будь ласка, Гоґвортс, мудрості своєї,
і про все таємне чесно розколись.
Не лінуйся, чемним будь, нас учити не забудь,
Не згорить наш мозок — не-жу-рись!

## Вступ
Швидше за все, Гоґвортс — єдина у Великій Британії школа чаклунів, отже, там навчаються всі діти із магічними здібностями. Магічне перо реєструє всіх дітей-чаклунів. Щороку до навчання запрошуються діти, що досягли віку 11 років. Приймати таку пропозицію необов'язково, оскільки деякі батьки бажають навчати своїх дітей вдома. У разі, якщо малий чаклун народився в родині маґлів, до них навідується хтось із персоналу школи, розповідає про світ чаклунів та допомагає учневі придбати все необхідне.

### Розподілення за гуртожитками
Розподілення здійснюється в перший день першокурсників у Гоґвортсі за допомогою Сортувального Капелюха у Великій залі в присутності персоналу Гоґвортсу та решти учнів. Процедура проходить таким чином: кожен першокурсник по черзі сідає на ослінчик, після чого йому на голову вдягають Сортувального капелюха. Капелюх самостійно вирішує, де надалі буде вчитись учень. При цьому він звертає увагу на особисті якості учня. Ґрифіндор — гуртожиток для хоробрих і шляхетних, Рейвенклов — для розумних та кмітливих, Гафелпаф — завзятих та чесних, а Слизерин — для хитрих та амбіційних.
Рішення Сортувального капелюха обов'язкове для виконання. Проте інколи Капелюх може прислухатись до бажання учня навчатись на певному гуртожитку, як це трапилось із Гаррі Поттером. Проте усе залежить конкретно від базових навичок чарівника.

## Система навчання
Кожного навчального року в Гоґвортсі відбувається змагання між гуртожитками. Кожен учень за досягнення у навчанні, квідичі, за прояв логіки або гарних людських рис отримує бали. Також за академічні та адміністративні порушення бали знімаються з учнів. Бали зараховуються та віднімаються за допомогою великого піщаного годинника, що розташований у холі. Годинник має чотири відділення — для кожного гуртожитку. Кожне відділення складається з двох частин. У верхній знаходяться коштовні камінці: для ґрифіндорців — рубіни, жовті топази — для гафелпафців, сапфіри — для рейвенкловців та смарагди — для слизеринців. Коли бали додають учням, камінці падають із верхньої частини в нижню, коли віднімають — переміщуються вгору. Наприкінці року в колір та символіку гуртожитку, що виграв, прикрашають Велику Залу.
Знання кожного окремого учня перевіряються під час іспитів, що проводяться щороку. Особливо важливими вважаються іспити СОВи та НОЧІ — в кінці п'ятого та сьомого року навчання відповідно, оскільки СОВи визначають подальшу спеціалізацію учня в школі, а НОЧІ допомагають отримати відповідну роботу.
Навчальний рік у Гоґвортсі поділяється на три триместри. Після першого проходять Різдвяні канікули, після другого — Великодні, і, нарешті, після третього триместру надаються літні канікули, якими закінчується один навчальний рік. Учні їдуть додому на Різдвяні та літні канікули, або можуть залишатися в Гоґвортсі на Різдво. Крім цього в школі святкується Хелловін.

## Кубок Гоґвортсу з Квідичу
На території Гоґвортсу кожного навчального року проводяться матчі з Квідичу. Гуртожитки змагаються між собою у цих матчах. Команда гуртожитку, яка перемогла у 
матчі з Квідичу отримує очки на свій баланс по Квідичу, а ще ці очки зараховуються до балансу гуртожитку. Гуртожиток, який сумарно переможе у всіх матчах з Квідичу отримує у кінці навчальний кубок Гоґвортсу з Квідичу. Дуже часто, якщо команда отримала кубок з Квідичу, то це означає ,що кубок Гоґвортсу їм гарантовано ,адже очок для кубка з Квідичу достатньо й на кубок Гоґвортсу.

## Кубок Гоґвортсу
[джерело?]
| Навчальний Рік | Переможець |
| -------------- | ---------- |
| 1984-1985      | Ґрифіндор  |
| 1985-1986      | Слизерин   |
| 1986-1987      | Слизерин   |
| 1987-1988      | Слизерин   |
| 1988-1989      | Слизерин   |
| 1989-1990      | Слизерин   |
| 1990-1991      | Слизерин   |
| 1991-1992      | Ґрифіндор  |
| 1992-1993      | Ґрифіндор  |
| 1993-1994      | Ґрифіндор  |
| 1994-1995      | Ґрифіндор  |
| 1995-1996      | Слизерин   |
| 1996-1997      | Ґрифіндор  |
| 1997-1998      | Слизерин   |

## Предмети

### Заклинання
Магічні здібності проявляються в людині за допомогою дій заклять, для яких потрібно мати чарівну паличку та вивчити відповідні рухи нею та слова закляття. Саме цього і навчає дисципліна.
На старших курсах навчання учні вміють втілювати закляття невербально (без слів).
Для потрібного ефекту треба чітко повторити рухи чарівною паличкою та чітко вимовити закляття.
Викладає дисципліну професор Флитвік. Гаррі Поттер та його друзі дають задовільну оцінку урокам професора. Проте його уроки також відзначаються не надто строгою дисципліною — Гаррі Поттер використовував час предмету «Заклинання» для того, щоб обговорити новини із Роном Візлі та Герміоною Ґрейнджер.

### Захист від темних мистецтв
Дисципліна, що допомагає учням захистити себе від темних чар.
Через прокляття Волдеморта після того, як Албус Дамблдор відмовив йому в посаді вчителя захисту від темних мистецтв, на цій кафедрі ніхто не міг протриматись довше одного року. Прокляття втратило силу після смерті Волдеморта.
Учителі :
- 1895 — 1945 — Ґалатея Веселодум

Професорка Веселодум довго викладала Захист, була у товариських стосунках із професором Слизорогом. Навчала Албуса Дамблдора та Тома Редла. Пішла зі школи в рік першого відкриття Таємної кімнати.
Після її відставки місце вчителя Захисту від Темних мистецтв мало на собі своєрідне «прокляття», жоден учитель не перебував на посаді понад один рік.
- З 1945 по 1991 немає згадки.

- 1991 — 1992 — Квіріній Квірел[3]

Професор Квірел, боязкий і нешкідливий, виявився слугою Волдеморта, що надав йому своє тіло (Квірел носив тюрбан, за яким приховувалася голова Темного Лорда). Робив декілька спроб убити ворога Волдеморта та свого учня Гаррі Поттера
- 1992 — 1993 — Ґільдерой Локарт

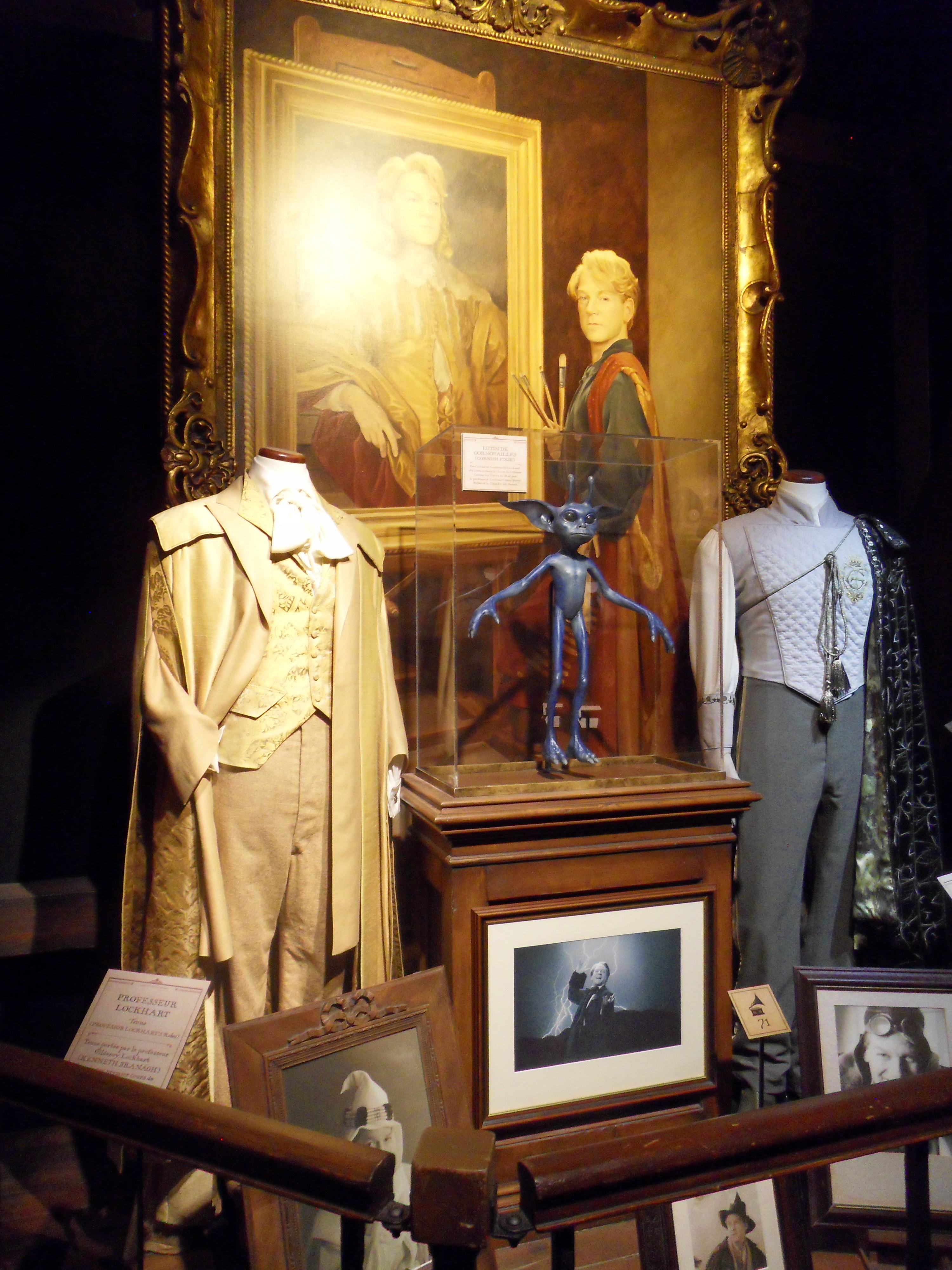

Професор Локарт був пихатою людиною, понад усе цінував своїх прихильників та багато часу в школі присвячував, зокрема, підписуванню власних фотокарток для прихильників. Видав багато книжок, в яких докладно описуються всі його подвиги. Насправді ж не володів стількома знаннями та навичками: єдине, що вмів Локарт — змінювати пам'ять. За допомогою цього він видавав чужі подвиги за свої. Через це не міг бути гарним учителем.
Проявив себе боягузом і нездарою під час навчання учнів веденню дуелі разом із професором Снейпом та коли мав знешкодити василіска.
Закінчив тим, що стер сам собі пам'ять (через несправність чарівної палички Рона Візлі) та перебував у лікарні Святого Мунґо.
- 1993 — 1994 — Ремус Люпин

Став учителем лише завдяки Дамблдорові, оскільки був вовкулакою. Убезпечити учнів від нападу Люпина постарався Северус Снейп, що кожного місяця готував йому відповідну настоянку.
Незважаючи на це, був напрочуд гарним учителем, який мав що розповісти своїм учням. Також навчив Гаррі Поттера користуватися закляттям «Патронус», що надалі врятувало його життя.
Звільнився за власним бажанням, оскільки після скандалу із Сіріусом Блеком Северус Снейп розповів батькам учнів про те, що він вовкулака. А батьки не бажали для своїх дітей такого педагога.
- 1994 — 1995 — Аластор Муді (Барті Кравч Молодший)

Албус Дамблдор запросив Аластора Муді на посаду викладача дисципліни Захист від темних мистецтв як відомого аврора. Проте Барті Кравч Молодший ліквідував Аластора Муді та видавав себе за нього завдяки багатозільній настоянці.
Навчав учнів розпізнавати три непрощенні закляття "Імперіус" (підкорення волі), "Круціатус" (нестерпний біль) та "Авада Кедавра"(смертельне), а також протистояти двом з них, що в майбутньому допомогло їм під час другої чаклунської війни.
Для Барті Кравча Молодшого головним було не викладання, а привести Гаррі Поттера до Волдморта, оскільки він був смертежером. Саме для цього він підкинув ім'я Гаррі до кубку претендентів на Тричаклунський турнір, допомагав хлопцеві проходити завдання. На фінальному випробуванні конкурсу він зачарував учнів інших магічних шкіл — Флер Делякур та Віктора Крума. Також результатом його дій стало вбивство Седріка Діґорі.
За все це був покараний смертельним цілунком дементора.
- 1995 — 1996 — Долорес Амбридж

Працівниця Міністерства магії, Долорес Амбридж отримала посаду в Гоґвортсі для того, щоб чинити опір Дамблдорові та його послідовникам (оскільки в цей час Міністерство всіляко відмовлялося вірити твердженням Гаррі Поттера про те, що Волдеморт повернувся, а Дамблдор готував учнів до другої війни Темного Лорда). Для цього вона викладала тільки теорію предмету Захист від темних мистецтв, що не давало жодних результатів для учнів. Упереджено ставилася до учнів гуртожитку Ґрифіндор та особливо до Гаррі Поттера (змушувала його відбувати покарання, під час якого в Гаррі на руці з'являвся шрам із написом «Я більше не буду брехати», для того, щоб відбити у нього прагнення й надалі розповідати про те, що Волдеморт відновив свої сили).
Навчитися захисту від темних мистецтв для деяких учнів Гоґвортсу в цьому році допоміг Гаррі Поттер, що влаштував Дамлдорову Армію. Результати цих зібрань можна прослідити в битві у відділі таємниць у Міністерстві магії (в битві брали участь Рон Візлі, Герміона Ґрейнджер, Невіл Лонґботом, Джіні Візлі та Луна Лавґуд, що брали участь у зібраннях Дамлдорової Армії).
Долорес Амбридж отримала також посаду наглядача Міністерства магії за Гоґвортсом. Завдяки цьому вона могла втілювати в життя в магічній школі будь-які постанови Міністерства. Тим часом Дамблдор був вимушений переховуватися від Міністерстві магії, тож Амбридж отримала посаду директора школи чарів. Та на цій посаді протрималася недовго, оскільки опір їй чинили не тільки учні, а й учителі. Після того, як піймала Гаррі Поттера, що в її кабінеті через димохід за допомогою порошку флу встановив контакт із будинком у Лондоні на площі Ґримо, 12 (штаб-квартира Ордену фенікса), та його друзів Рона Візлі, Герміону Ґрейнджер, Джіні Візлі та Невіла Лонґботома, постраждала від нападу кентаврів у Забороненому лісі.
Після битви у відділі таємниць Міністерство магії змінило свою політику. Директором школи знову став Дамблдор.
- 1996 — 1997 — Северус Снейп

- 1997 — 1998 — Амікус Керроу

Цікаво, що майже всі викладачі Захисту від Темних Мистецтв (окрім Ґільдероя Локарта, Долорес Амбридж та Амікуса Керроу) часів навчання у Гоґвортсі Гаррі Поттера померли насильницькою смертю. Також цікаво, що хоча прокляття і було накладене на посаду викладача, проте в результаті Лорд Волдеморт сам потрапив під власне прокляття, оскільки перебував на посаді викладача як частина тіла Квіренуса Квірела. Також цікаво, що усі сім викладачів Захисту від Темних Мистецтв утілюють собою сім смертних гріхів:
| Викладач         | Смертний Гріх |
| ---------------- | ------------- |
| Квіріній Квірел  | Жадоба        |
| Ґільдерой Локарт | Гординя       |
| Ремус Люпин      | Лінь          |
| Аластор Муді     | Обжерливість  |
| Долорес Амбридж  | Заздрість     |
| Северус Снейп    | Хіть          |
| Амікус Керроу    | Гнів          |

### Віщування
Віщування — дисципліна, що вивчає ворожбу, передрікання подій.
Віщування:
- ворожіння на чаїнках
- ворожба на кришталевій кулі
- гадання по руці
- розшифрування сновидінь
- астрологія та ін.

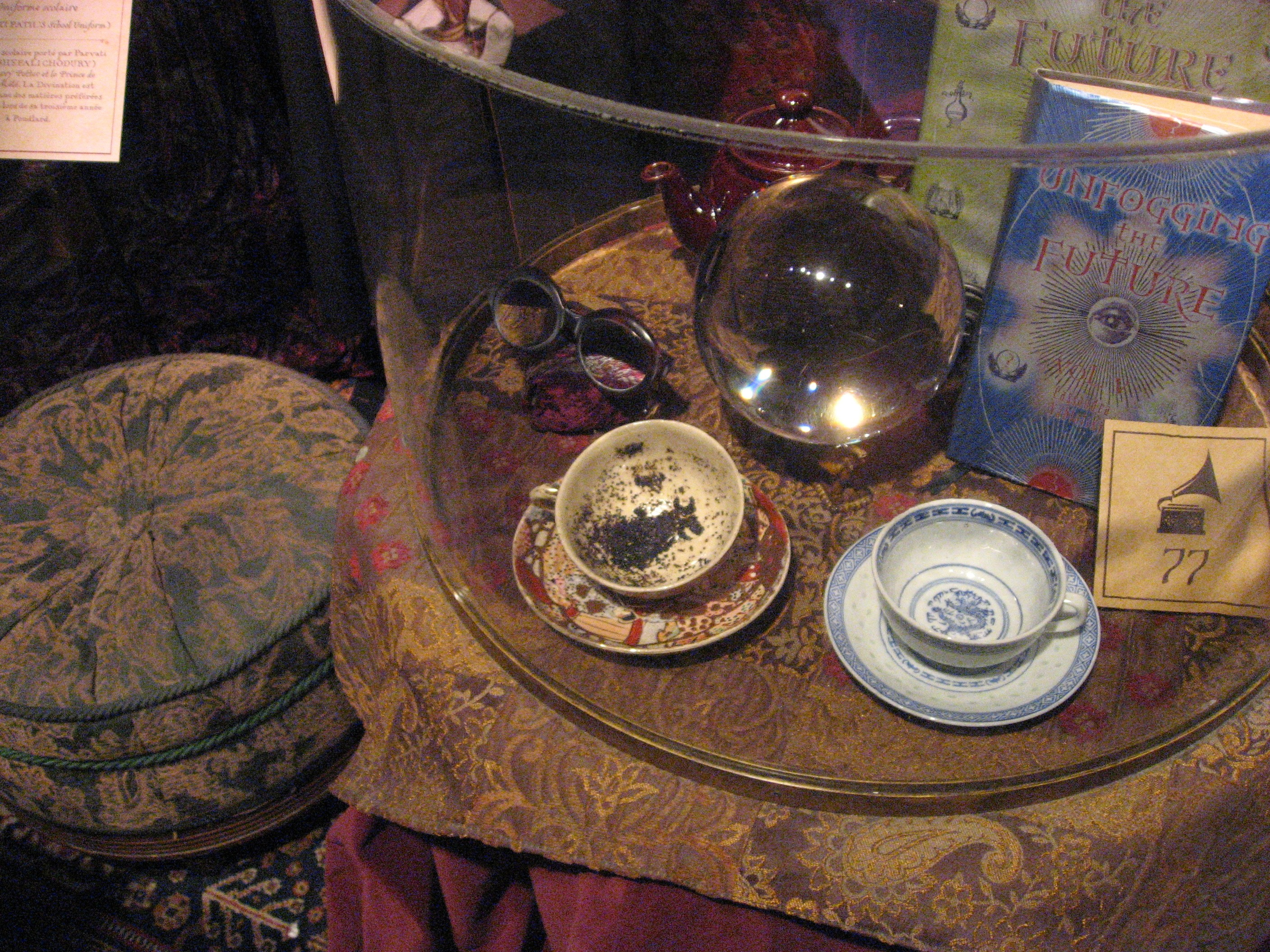

До 1996 року предмет викладала Сивіла Трелоні, після чого її звільнила з посади Долорес Амбридж. Коли директором школи знову став Албус Дамблдор, Сивіла Трелоні розділила свої обов'язки із кентавром Фіренце.
Здібності професорки Трелоні також можна піддати сумніву, оскільки більшість часу на уроках вона передрікала учням жахливу загибель, численні хвороби і т. д. Дамблдор лишав за Сивілою її робоче місце, тому що саме вона передрекла Волдемортові його загибель від руки Гаррі Поттера (у її пророцтві також був і ключ до розгадки, як Поттер зможе здолати Темного Лорда).
Після того, як її звільнила Долорес Амбридж, учителька часто з'являлася перед учнями в нетверезому стані.
Кабінет віщування Сивіли Трелоні розташований у найвищій вежі Гоґвортсу. Щоб туди потрапити, треба із крихітного майданчика сріблястою драбиною пролізти в люк на стелі, на якому висіла табличка «Сивіла Трелоні, вчителька віщування».
То був надзвичайно химерний клас — навіть і не клас, а щось середнє між мансардою і старомодною кав'ярнею. У кімнатці, залитій тьмяно-червоним світлом, тіснилося зо два десятки крихітних круглих столиків, оточених крісельцями з ситцевою оббивкою і пухкими пуфиками. На вікнах завіси, а численні настільні лампи задрапіровані темно-червоною тканиною. У кімнаті стояла задуха: вогонь, що палав у каміні, нагріваючи великий мідний чайник, насичував усе тяжким, млосним запахом. Полички вздовж заокруглених стін були заставлені запиленими перами, недогарками свічок, колодами заяложених карт, незліченними кришталевими кулями та силою-силенною чайних чашок.
Атмосфера кабінету надзвичайно сприяла спілкуванню із потойбіччям, або ж наганяла сон на учнів.
Кабінет для віщування кентавра Фіренце був розташований на першому поверсі в коридорі, що починався з вестибюля напроти Великої Зали, та нагадував лісову галявину. Оскільки Фіренце більше не міг повернутися до зграї кентаврів у Забороненому Лісі, то Дамблдор дозволив максимально наблизити кабінет кентавра до природних умов викладача.
Підлога кабінету була вкрита пружним мохом, тут і там росли дерева. Вкрите листям гілля тріпотіло біля вікон і попід стелею, тому всю кімнату пронизували промені м'якого мерехтливого зеленого світла. Учні сиділи прямо на траві, спираючись на стовбури дерев чи валуни.

### Гербалогія

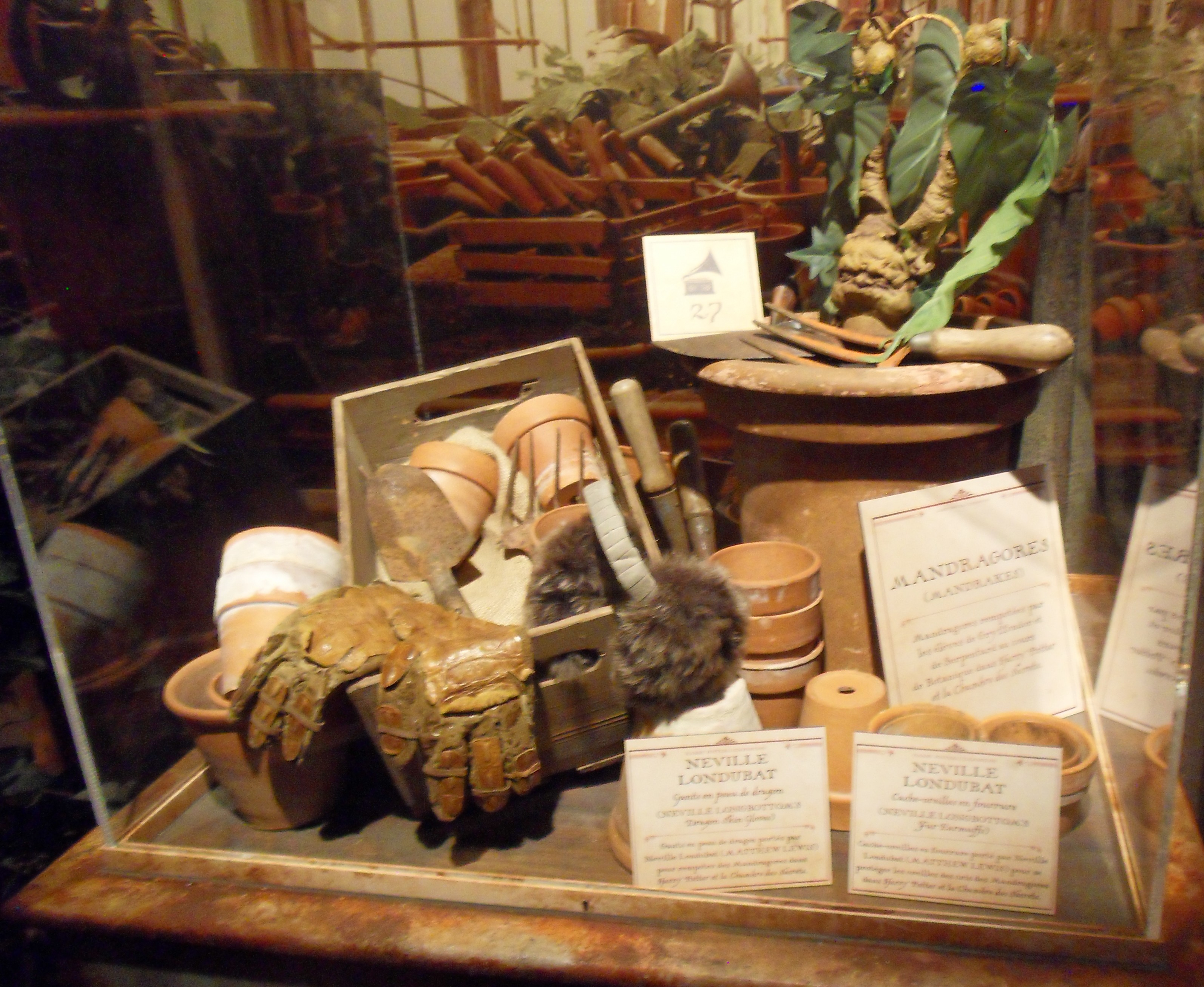

Гербалогія — дисципліна, що вивчає магічні рослини. Увага приділяється також небезпечним рослинам та методам їхнього ліквідування. Уроки проходять в оранжереях, яких декілька на території школи. Під час уроків учні працюють з магічними рослинами: пересаджують їх, добувають сік і стрижуть.
Викладає дисципліну Помона Спраут. Найкращим її учнем був Невіл Лонґботом, що і замінив її на посту викладача гербалогії.

### Історія магії
Історія магії — дисципліна, що послідовно вивчає події магічного світу. Обов'язково для здавання іспиту СОВ.
Викладач — професор Бінс. Він викладає дуже нудно і не звик до загальної уваги (слухає його лекції лише Герміона Ґрейнджер). За буденністю свого викладацького життя навіть не помітив власної смерті і продовжив викладати предмет як привид. Тому, напевно, заміни йому Гоґвортс не потребує.

### Астрономія
Єдиний предмет, що має відповідний аналог у школі маґлів.
Заняття проходять в Астрономічній вежі (найвищій в Гоґвортсі).
Опис іспиту СОВ із астрономії можна побачити в книжці «Гаррі Поттер і орден фенікса»

### Настоянки
Настоянки (зіллєваріння) — дисципліна, що вивчає склад магічних настоянок (аналог алхімії). Потребує від учнів повного зосередження на предметі.

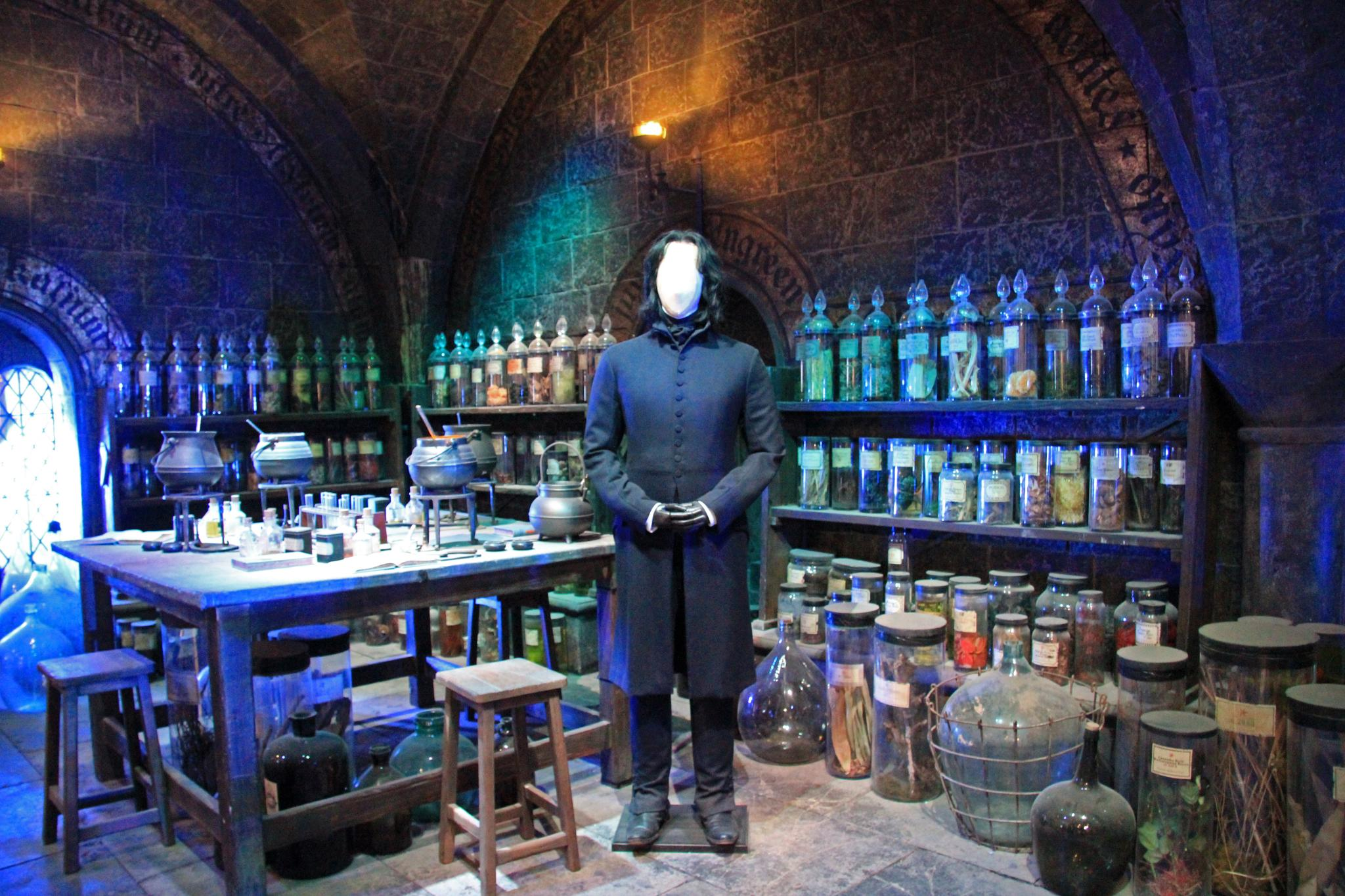

Є обов'язковим предметом до п'ятого курсу. Надалі кожен учень вибирає програму для себе персонально.
З першого до п'ятого курсу дисципліну Зіллєваріння в Гаррі Поттера викладав Северус Снейп.
Професор Снейп відповідально виконував свої обов'язки. Належав до тієї категорії педагогів, що без зайвих зусиль можуть зберігати в класі тишу. Упереджено ставився до учнів, що не сумлінно вивчали його дисципліну. Також у ставленні професора до Гаррі Поттера відіграли роль його стосунки із батьком учня, Джеймсом Поттером.
Професор Снейп, як захоплений своїм предметом учитель, надавав йому необхідної ваги. На першому уроці Гаррі Поттера професор говорив:
|  | Я й не сподіваюся, що ви справді збагнете всю красу повільного кипіння казана, коли навколо клубочиться пара, всю невловну силу рідини, яка розтікається людськими судинами, одурманюючи розум і заворожуючи почуття... Я можу вас навчити зберігати в пляшках славу, готувати популярність, навіть закорковувати смерть... |

Професор Снейп за сумісництвом був педагогом гуртожитку Слизерин, тому учням інших гуртожитків його уроки подобалися менше. Деякі учні відверто боялися професора, Гаррі Поттер разом із друзями завжди ненавиділи професора Снейпа та підозрювали його в усіх злочинах, що відбувалися в школі.
До Северуса Снейпа та після нього дисципліну викладав Горацій Слизоріг.

### Догляд за магічними істотами
Догляд за магічними істотами — дисципліна, що вивчає магічних тварин, птахів тощо, їхню поведінку та специфіку догляду за ними. Предмет обов'язковий для складання іспиту СОВ.
Більшість часу предмет для Гаррі Поттера викладав його друг, Рубеус Геґрід, що надзвичайно затято ставився до свого предмету. Мінус у його викладанні полягає в тому, що Геґрід відчував особливу симпатію до небезпечних тварин, що призводило до травм на його уроках.
У деяких випадках його замінювала професор Граблі-Планка.

### Трансфігурація

Урок трансфігурації

Трансфігурація — дисципліна, що вивчає перетворювання одних речей на інші. Для цього необхідна чарівна паличка та знання відповідної формули. Перетворювати можна як цілі предмети, так і їхні частини. Окремими випадками трансфігурації є створення предметів із нічого та зникнення предметів.
Курс трансфігурації обов'язковий для учнів з першого до п'ятого курсу.
Для Гаррі Поттера дисципліну Трансфігурація викладала Мінерва Макґонеґел, що відповідально ставилася до своїх обов'язків, уважала свій предмет одним із найскладніших у школі, а отже, потребувала від учнів ідеальної дисципліни.
До неї в Гоґвортсі Трансфігурацію викладав Албус Дамблдор.

### Маґлознавство
Маґлознавство вивчає звички, способи життя, ймовірно, історію немагічного населення — маґлів. У Гоґвортсі маґлознавство не є обов'язковим предметом і може бути обране учнями як факультатив після третього року навчання.
Учитель — Чаріті Бербідж.

### Стародавні руни
Стародавні руни — предмет, що обирається за бажанням учня із третього курсу навчання.
Єдиною відомою ученицею, що пройшла курс Стародавніх рун, була Герміона Ґрейнджер, яка надзвичайно добре проявила себе в цій області магічних здібностей.

### Числомагія
Числомагія в реальному житті — ворожіння по числах. Про числомагію, що викладається в Гогвортсі, відомо лише, що цей предмет дуже подобається Герміоні Грейнджер, а викладака числомагії — професорка Вектор — одна з її улюблених викладачів. Необов'язковий предмет.

### Уроки польотів
Уроки польотів на мітлі проводяться для першокурсників, що раніше не стикалися із такою практикою. Мати власну мітлу першокурсникам забороняється (винятком став Гаррі Поттер, що на першому курсі потрапив до збірної Ґрифіндору з квідичу).
Викладачка — професорка Гуч (вона також тренує команди гуртожитків із квідичу та виступає суддею на матчах).

### Являння
Уроки, що надаються учням Гоґвортсу на шостому році навчання. За допомогою цього предмету чаклун може переміщуватися за секунду на значну відстань, без допомоги порошку флу або летиключа.
Після закінчення курсу учнями за досягненням повноліття складається іспит із явлення. Кому вдасться успішно скласти залік (необов'язково з першого разу), зможе використовувати свої вміння в повсякденному житті (проте на території Гоґвортсу являння заборонено).
Курси з являння платні (вартість — 12 ґалеонів), тому що для їхнього викладання в Гоґвортс запрошується інструктор з Міністерства магії. Уроки проходять у Великій залі. У 1996 році свої послуги інструктора надавав Вілкі Твайкрос.

## Легендарні магічні речі Гоґвортсу

### Сортувальний Капелюх

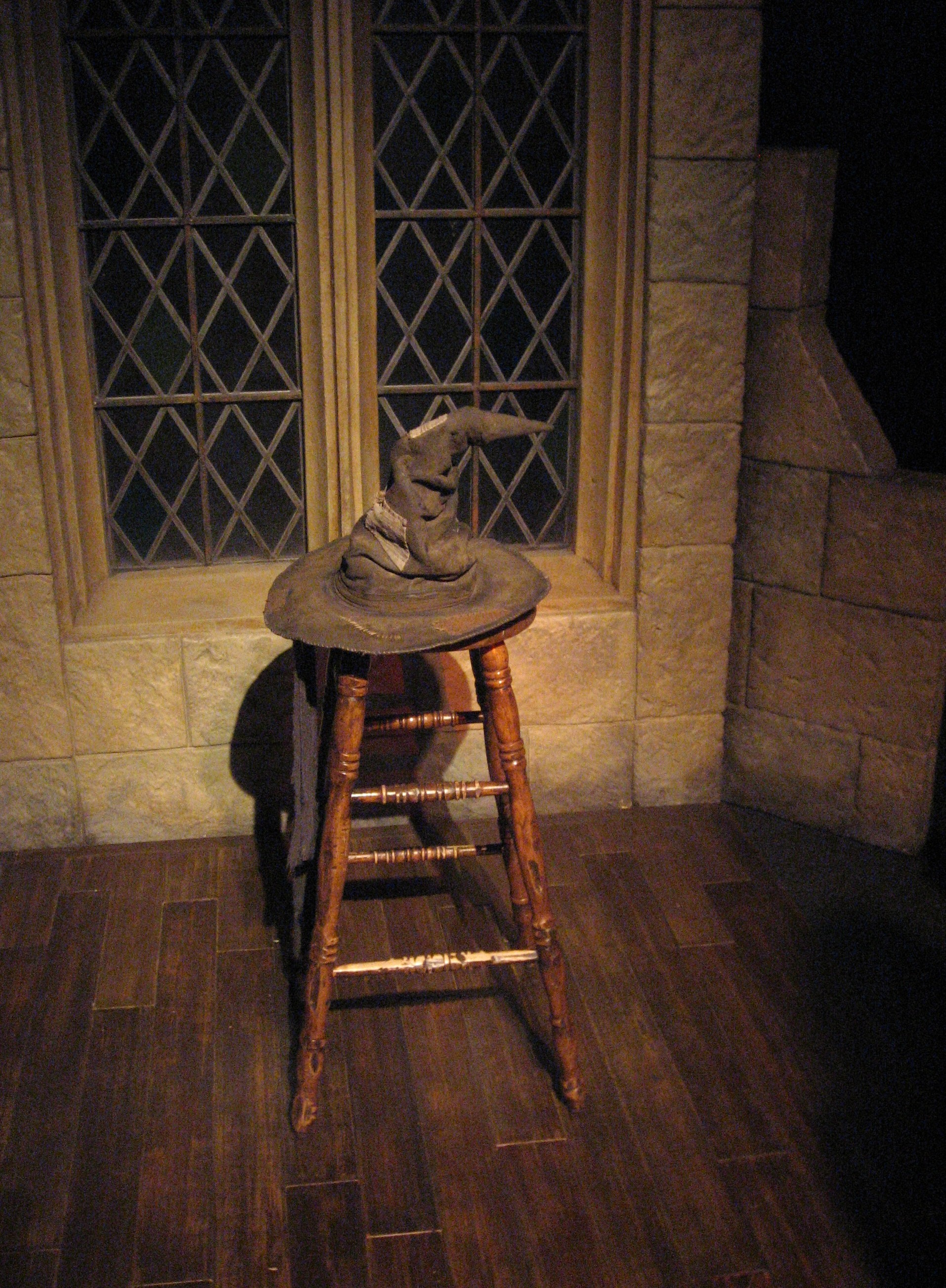

Сортувальний Капелюх — гостроверхий капелюх, старий та брудний. Колись належав Годрику Ґрифіндору.
Спочатку чотири засновники школи особисто розділяли учнів по гуртожитках. А потім Ґрифіндор зачарував свій капелюх, щоб той продовжував розподіл дітей і після їх смерті. При цьому капелюх зважує моральні якості учня.
Крім цього, Капелюх проголошує промову перед щорічним розподіленням першокурсників. Життя його дуже нудне — він весь рік знаходиться в кабінеті директора Гоґвортсу. Напевно, тільки тим і займається, що придумує нову промову на наступний рік.
Ще одна магічна якість Капелюха: щирий ґрифіндорець може вийняти з нього Меч Годрика Ґрифіндора, якщо справді цього потребує.
Промови Сортувального Капелюха
|  | - "Гаррі Поттер і філософський камінь" Ти не дивись, що я старий- зрадлива зовнішність моя, Я з'їм себе, якщо знайдеш когось мудрішого, ніж я. Нехай твій капелюх новий, нехай він сяє і блищить, я - Сортувальний Капелюх, мене нічим не замінить. Я - Сортувальний Капелюх, я знаю всі твої думки. Вдягай мене до самих вух,- скажу, куди належиш ти. Це може бути Ґрифіндор - живуть відважні учні там, сміливі, горді, як орли, вони приносять славу нам. А може долею тобі судився чемний Гафелпаф: чесноти і шляхетність там завжди в думках і на вустах. Старенький добрий Рейвенклов дарує щедро всім знання. Хто мудрість цінить, той знайде там шану, честь і визнання. Або, можливо, в Слизерин сьогодні ще потрапиш ти, - чого лише не роблять там задля досягнення мети!.. Тож надягай мене! Не бійсь! В надійних ти руках (хоч рук ніколи я й не мав) та все ж я - хитромудрий Капелюх! |

- «Гаррі Поттер і келих вогню»

|  | Років з тисячу тому, як мене пошили, тут четверо чаклунів школу утворили. Був то мужній Ґрифіндор із степів широких, чарівниця Рейвенклов з-поміж скель високих, солоденька Хафелпаф з вибалків квітучих, й честолюбний Слизерин із боліт смердючих. Закортіло дуже їм школу відкривати, щоб у ній чарівників юних научати. Гоґвортс створено було в ті роки прадавні, й свій гуртожиток завів кожен предок славний. Різні вартості вони вклали нам у руки, тож нам треба обирати стрижень для науки. В Ґрифіндорі споконвік мужніх шанували, в Рейвенклов з усіх-усю мудрих набирали. В Хафелпаф приймали тих, хто був працьовитий, а до Слизерину - тих, хто гоноровитий. Всі чотири чаклуни учнів добирали, та вони не вічні теж - що робити мали? Мусив Ґрифіндор мене з голови знімати... Тож відтоді мушу я вас розподіляти. Натягніть мене мерщій, сядьте в нашім колі, знайду місце я для всіх у Гоґвортській школі! |

*"Гаррі Поттер і Орден Фенікса"
|  | Давно, коли я юним був, і Гоґвортс щойно народивсь, Хто думав, що його батьки навік розлучаться колись? Метою спільною вони були зігріті: Створити школу чаклунів найкращу у світі. "Навчати будемо дітей!" - казала так четвірка друзів, Не знаючи, що дружба ця піддасться зраді і нарузі. Друзяк вірніших не було, ніж Слизерин і Ґрифіндор, рівнятися на них могли лиш Хафелпаф і Рейвенклов. Та що там трапилось, чому тій дружбі враз прийшов кінець?.. Я спробую розповісти, бо я ж там був (хай йому грець!). Раз каже Слизерин: "Вчимо лиш чистокровних в нашій школі", а Рейвенклов: "Ні, тих, що має розуму доволі". А Ґрифіндор: "Навчаймо лиш відважних, мудрих і сміливих". "Для мене,- каже Хафелпаф, - немає учнів особливих". Отак сварилися вони, ніяк дійти не в змозі згоди. Аж врешті кожен заснував гуртожиток окремий згодом. Відтоді Слизерин навчав лиш чистокровних, А Рейвенклов - розумних лиш і красномовних, Відважні, з духом бойовим до Ґрифіндора прямували, а Хафелпаф навчала всіх, що чарів вчитися бажали. Завирувало там життя, роки у радості минали. Аж доки знов гіркі часи зневіри й розпачу настали. Гуртожитки, що мов стовпи тримали на собі цю школу, Сварились люто, мов сліпці, і все валилося додолу. Уже здавалось, що кінець настане Гоґвортсу навіки, Коли ішов на друга друг, і полились криваві ріки. Та несподівано тоді старенький Слизерин помер, І вщухли сутички, однак, не стало злагоди й тепер. Засновники усі утрьох вирішували шкільні справи, та єдності не знали вже колись незламні їхні лави... Спливли століття, й нині знов я сортувати буду вас, я - Сортувальний Капелюх! Настав мій день, настав мій час. Та цього року вам скажу одну доволі дивну штуку- Те, що ділити мушу вас, завдасть мені і болю, й муки. Це мій обов'язок, тож я сортую чесно вас щороку, але боюсь, щоб не приніс розподіл цей біди, нівроку. Остерігайтесь небезпек, розгадуйте таємні знаки, готуються на Гоґвортс наш смертельних ворогів атаки. Єднаймося, допоки час, відкиньмо геть усі вагання,- Я попередив... а тепер, розпочинаймо Сортування! |

### Меч Ґодрика Ґрифіндора
Основна стаття: Меч Ґодрика Ґрифіндора

## Джерело
- How Many Students Are There At Hogwarts? By Steve Vander Ark. [Архівовано 24 липня 2009 у Wayback Machine.]
- Гаррі Поттер і філософський камінь[недоступне посилання з липня 2019]
- Книжки Дж. Ролінґ про Гаррі Поттера[недоступне посилання з травня 2019]